# Nazionale maschile di pallacanestro del Pakistan
La nazionale di pallacanestro del Pakistan è la rappresentativa cestistica del Pakistan ed è posta sotto l'egida della Federazione cestistica del Pakistan.

## Piazzamenti

### Campionati asiatici
- 1969 - 8°
- 1973 - 12°
- 1975 - 11°
- 1977 - 9°
- 1979 - 6°

- 1981 - 9°
- 1983 - 13°
- 1985 - 14°
- 1989 - 10°
- 1993 - 17°

### Giochi asiatici
- 1974 - 8°
- 1978 - 8°
- 1990 - 10°

## Nazionali giovanili
- Nazionale Under-18
- Nazionale Under-16